# La Reproduction
 (décembre 2020).
Si vous disposez d'ouvrages ou d'articles de référence ou si vous connaissez des sites web de qualité traitant du thème abordé ici, merci de compléter l'article en donnant les références utiles à sa vérifiabilité et en les liant à la section « Notes et références ».
La Reproduction. Éléments pour une théorie du système d'enseignement est un ouvrage de sociologie coécrit par Pierre Bourdieu et Jean-Claude Passeron paru en 1970 aux éditions de Minuit. 
Dans cet ouvrage, qui développe des réflexions entamées dans Les Héritiers (1964), Bourdieu et Passeron développent une théorie générale de la violence symbolique légitime. Constitutive du social, cette violence symbolique est présentée comme doublement arbitraire, puisqu'elle impose des significations arbitraires à travers un pouvoir arbitraire.

## Résumé
Cet ouvrage rend compte d'un processus particulier, par lequel la violence symbolique permet l'institutionnalisation d'un pouvoir méconnu. Ce pouvoir, c'est le pouvoir de violence symbolique qui parvient à imposer des significations comme légitimes en dissimulant les rapports de forces qui le sous-tendent.
Cette violence symbolique, selon Pierre Bourdieu et Jean-Claude Passeron, s'exerce avec le consentement implicite des dominés, car ceux-ci ne disposent, pour penser cette domination, que des catégories de pensée des dominants.
La violence symbolique s'instaure par le biais de l'éducation (action pédagogique), mais également de toute institution légitime, comme la télévision, le cinéma, les journaux. On voit ici que la légitimité des institutions est variable selon les individus et selon le temps.
La notion de violence symbolique renvoie à l’intériorisation par les agents de la domination sociale inhérente à la position qu’ils occupent dans un champ donné et plus généralement à leur position sociale. Cette violence est infra-consciente et ne s’appuie pas sur une domination intersubjective (d’un individu sur un autre) mais sur une domination structurale (d’une position en fonction d’une autre). Cette structure, qui est fonction des capitaux possédés par les agents, fait violence, car elle est non perçue par les agents. Elle est donc source d’un sentiment d’infériorité ou d’insignifiance qui est uniquement subi puisque non objectivé. La violence symbolique trouve son fondement dans la légitimité des schèmes de classement inhérents à la hiérarchisation des groupes sociaux.
C'est parce qu'on fait crédit à la télévision qu'elle parvient à imposer ses représentations comme légitimes. Le plus grand danger pour une institution est de perdre la confiance de ceux qui sont soumis à ses représentations. Ceci explique que certains présentateurs ont besoin de cultiver leur image d'intellectuel. De même les émissions dites « de débat » au cours desquelles les invités sont essentiellement des « intellectuels de télévision » (que Bourdieu appelait les fast-thinkers) sont aussi des instances de légitimation.
La violence symbolique n'est pas simplement un endoctrinement ; elle exerce la fonction d'un maintien d'un ordre, sans que le sujet qui l'exerce s'en aperçoive consciemment.